# Кольо Добровенски
Никола Котев, известен като дедо Кольо Добровенски, е български революционер, войвода на Вътрешната македоно-одринска революционна организация. Според гръцката историография е гръцки революционер, деец на Гръцката въоръжена пропаганда в Македония от началото на XX век.

## Биография
Кольо Добровенски е роден в мариовското село Добровени, тогава в Османската империя. Излиза като хайдутин в чета, а по-късно се присъединява към ВМОРО, става куриер, а после четник на Марко Лерински. Христо Силянов пише за него:
| „ | Дойде ред на бай Коле. Той досега седеше до войводата и мълчеше. Широко открита, почерняла от времето си риза обграждаше излъчените му гърди, обраснали с буйна растителност. Цървулите, прикрепени на боси крака, и прошарените от закръпки беневреци издаваха у него последен бедняк. За пушка той миналата година си бил продал кравата. Останало му само едно магаре, с което продава в града дърва. Марко го изгледа. Очите му се спряха върху голите стъпала, които цели почти се подаваха от продънените цървули. И двамата се изсмяха. Бай Коле посегна към Марковата табакера и засви цигара. | “ |

След смъртта на Марко войвода дедо Коле заедно с Ламбо Василев, Дине Клюсев и други четници се прехвърлят в Костурско, четата им е предадена в махалата на Крушоради Юруково, в последвалото сражение с турски аскер от 28 септември 1902 година Кольо Добровенски е един от малкото четници, които се спасяват. При обявяването на Илинденското въстание на 20 юли 1903 година четата на Кольо Добровенски се намира в Прилепско заедно с тази на Толе Паша. По това време негов четник е Петър Сугарев, а Андонис Зоис е негов подвойвода. Край Паралово четата на дядо Коле води сражение с турски аскер при манастира „Свети Георги“. През септември в Мариово пристига четата на Иван Попов, който за кратко остава заедно с дедо Коле и Толе паша.
По спомените на Петър Сугарев, който от 1904 година действа като андартски капитан в Мариово, в края на Илинденското въстание дядо Коле Добровенски му казва за Толе паша:
| „ | До днес бяхме братя. От днес нататък пропагандата ни разделя, нека се разделим приятелски. Очите ни да не виждат лошото, което ще става. | “ |

Коле Добровенски е баща на двама сина: Георги и по-малкия Найдо, убит в Крушоради заедно с Дине Клюсев. На 8 (21) февруари 1904 година шестчленната чета на Коле Добровенски е предадена в Скочивир. В последвалото сражение с турски аскер загиват войводата и двама четници, а сред спасилите се е по-големият му син. Месец по-късно той убива братя Домазетови от Скочивир, сочени за предатели на четата.
Роднина на Коле Добровенски е градоначалникът на община Новаци Лазар Котевски. В 2012 година започва инициатива за построяването на паметник на Коле Добровенски в родното му село.